# اسم العائلة
اسم العائلة هو اسم يضاف إلى اسم معين ويعتبر جزء من الاسم الشخصي. وفي كثير من الحالات يكون اللقب هو اسم العائلة ولقد ظهر معنى اسم العائلة للمرة الأولى عام 1375، والعديد من القواميس عرفت اللقب بأنه مرادف لاسم العائلة كما يعرف أيضا بالاسم الأخير، وفي بعض الثقافات قد يكون اللقب اسم الأب أو الأم وهناك بعض الثقافات على سبيل المثال البورمية وبعض الجاوية، لا تستخدم الألقاب.
وهناك حالات أخرى وهم جماعات عرقية معينة تخضع لضغوط سياسية لتغيير ألقابهم وفي هذه الحالة يمكن أن يفقد اللقب معنى اسم العائلة كالصينين الاندونيسيين والصينيين التايلانديين.

## ترتيب الكلمات
على الرغم من أن الألقاب تستخدم في الشائع الاسم الأخير إلا أن في بعض الثقافات يأتي اللقب في المقام الأول يليه اسم معين، أو أسماء معينة، وهذا هو الحال في هنغاريا، وبعض البلدان في المجال الثقافي الصيني (اليابان، كوريا، فيتنام والصين).ومع ذلك، في هونغ كونغ واليابان عندما يكتب اليابانيون وسكان هونغ كونغ اسمائهم الشخصية بحروف لاتينية فإنه من الشائع عكس ترتيب أسمائهم لتوفير الراحة للغربيين، وهذا تماما كما يفعل الهنجاريون عندما يقترنون من الأوربيين.

## التكوين
غالبا ما تتأثر الألقاب بالعناصر المشتركة: كاسم والد أو والدة الشخص أو الأصل الجغرافي له، أو احتلال الشخص أو اسم الدلع الوصفى للشخص.و عندما استخدمت الألقاب إجابةً على سؤال من الأسئلة التالية: (أ) لمن ينتمي هذا الشخص؟ من أين يكون هذا الشخص؟ ماذا يفعل هذا الشخص من أجل لقمة العيش؟ ما هي أبرز صفات هذا الشخص؟
وعلى سبيل المثال فبعض الألقاب تعد أسماءً للمهن كأسماء سميث وكوبر تنبع من الحدادين (بالإضافة إلى غيرهم من «صناع» الفضة، النحاس، ...)، وكوبر (صانع البرميل)، كما أن كوهين اسم يدل على الخلفية الدينية البارزة وهو اسم عادة ما يوجد بين الذكور من ذرية كوهانيم اليهودية، أو كهنوت. وتعتبر أسماء تيديسكى وتودسكو ومشتقاتها كتوديسكين من الكلمة الإيطالية المنقولة عن «الألمانية»، وعادة ما تشير إلى أن حامل اللقب المانى النسب وفي الهنجارية يعتبر اسم قبلة مشتق من كيس «الهنجارية»، والتي تعنى«الصغيرة».
وفي كندا الفرنسية حتى القرن التاسع عشر، اعتمدت عدة أسر على الألقاب التي تلت اسم العائلة من أجل التمييز بين مختلف فروع أي عائلة كبيرة. مثل اللقب المسبوق بكلمة «ديت» وكان يعرف كاسمٍ حركي في حين أن هذا التقليد لم يعد يستخدم، في كثير من الحالات ولقد حان الوقت لاستبدال اسم العائلة الأصلي. وبالتالي فإن أسرة بوربو انقسمت إلى بوربو ديت فيرفيل وبوربو ديت لاكروس، وبوربو ديت بوشين.ولقد أصبحت في كثير من الحالات فيرفيل ولاكروس أو بوشين اسم جديد للأسرة. وبالمثل، فإن الأسرة ريفار قد انقسمت إلى ديت ريفار لافين، وديت ريفار لورانجر وديت ريفار لانوى وأصبح اصل الأسماء المميزة يمكن أن يختلف.و غالبا ما يدل على السمات الجغرافية للمنطقة حيث يعيش أحد فروع العائلة: فيرفيل عاشت ناحية المدينة، بوشين يعيشون بالقرب من شجرة بلوط، اريفيير بالقرب من أحد الأنهار، كما أن بعض من أقدم الأسماء المميزة مستمدة من اسم أحد المستوطنين الذين خدموا في الجيش أو الميليشيا أو («الجبل المشرح») والقلب الشجاع وآخرون لهم دلالة على صفة الشخصية فلاكروس ربما يكون العداء السريع ولجراند ربما كان طويل القامة.

## اسم العائلة المكون من الوالدين معاً
انظر تقاليد الأسماء في إسبانيا
يستخدم الأشخاص في إسبانيا والدول الأمريكية اللاتينية-الإسبانية لقب الوالدين معاً؛ بحيث يكون اسم الشخص أولاً ثم يليه لقب والده ثم والدته وآحيانا يكون أختيارياً في ترتيب لقب الوالدين، فيكون هذا التمييز غالباً في المعاملات المستندية وأيضا في المعاملات القانونية والرسمية، وأما الإجراءات غير الرسمية وغيرها فغالباً ما تكون المعاملة مقتصرة على إدراج لقب أحد الوالدين فقط.

## اسم العائلة المكون من اسم أحد الوالدين
انظر الأسماء الأيسلندية

شجرة العائلة البسيطة تبين نظام التسمية الايسلندى العائلي.

يستخدم في الكثير من الدول الإسكندنافية. فلقب عائلة الشخص يدل على الاسم الأول لوالد الشخص (الأب) أو والدته (الأم) فالكلمات باترونيمك وماترونيمك عبارة عن (با) من الأب و (ما) من الأم + الاسم
كما أن اتفاقيات الاسم المأخوذ من الأب متماثلة في بعض الدول الأخرى، بما في ذلك ماليزيا.